# Susanne Reiche
Susanne Reiche (* 1962 in Nürnberg) ist eine deutsche Autorin.
Sie absolvierte zunächst eine Ausbildung zur Gärtnerin und schloss später ihr Biologiestudium ab. Lange arbeitete sie als koordinierende Fachkraft im Bereich Umweltplanung beim Umweltamt der Stadt Nürnberg. Seit 2010 ist Susanne Reiche Autorin, 2014 gewann sie mit ihrem Kurzkrimi Der Tod des Baulöwen den Publikumspreis des 3. Fränkischen Krimipreises.
Zudem ist sie für ihre Romanfigur Kommissar Kastner bekannt, der bisher in fünf ihrer Frankenkrimis Fälle löste. Jeder dieser Romane erschien bisher auf dem fränkischen ars vivendi verlag.

## Werke
- Fränkisches Chili. ars vivendi verlag, Cadolzburg 2016, ISBN 978-3-86913-630-1.
- Fränkisches Sushi. ars vivendi verlag, Cadolzburg 2017, ISBN 978-3-86913-864-0.
- Fränkische Tapas. ars vivendi verlag, Cadolzburg 2018, ISBN 978-3-86913-986-9.
- Fränkisches Pesto. ars vivendi verlag, Cadolzburg 2020, ISBN 978-3-7472-0112-1.
- Fränkischer Döner. ars vivendi verlag, Cadolzburg 2023, ISBN 978-3-7472-0358-3.
- Kommissar Kastner und das perfekte Weihnachtsdinner. ars vivendi verlag, Cadolzburg 2024, ISBN 978-3-7472-0633-1.